# San Isidro (distrito de Huaytará)
San Isidro é um distrito do Peru, departamento de Huancavelica, localizada na província de Huaytará.

## Transporte
O distrito de San Isidro é servido pela seguinte rodovia:
- HV-120, que liga a cidade ao distrito de Santiago de Quirahuara
- HV-119, que liga a cidade ao distrito de Santiago de Chocorvos[1][2][3]